# 埃斯拜的埃芒加德
埃斯拜的埃芒加德（778年—818年10月3日）是法兰克王国和神圣罗马帝国皇后，是路易一世皇帝的妻子。她是法兰克人，埃斯拜伯爵Ingram與妻子巴伐利亞的黑德维希的女儿。她的家族被称為羅貝爾家族.
794年，埃芒加德嫁给神聖羅馬帝國皇帝、阿基坦國王、法蘭克國王及意大利國王虔诚者路易。
她為路易生了六个孩子：
- 洛泰尔一世，795年出生于巴伐利亚的阿爾特多夫[1]
- 阿基坦丕平，生于797年[1]
- Berta[2]，生於约799年
- Rotrude，生於约800年[1]，嫁給奧韋涅伯爵傑拉德(約800年 – 841年6月25日)，兩人的孩子為雷纳夫一世。
- 埃芒加德 / 瑪蒂爾達，生於約802年
- 日耳曼人路易，生於約805年[1]

她于818年10月3日死于法国的昂熱。她死后數年，丈夫虔誠者路易又娶了第二任妻子巴伐利亞的茱蒂絲，朱迪絲为路易生了秃头查理。

### 引用
1. 1 2 3 4 5  McKitterick 2008，第93頁.
2. ↑  Settipani, Christian. . Villeneuve-d'Ascq: Patrick van Kerrebrouc. 1993: 255-256. ISBN 978-2-95015-093-6.
3. 1 2  Wilson 1984，第2頁.